# 吴福元
吴福元（1962年8月—），中国岩石学家、地球化学家。主要研究中国东北、华东地区中新生代地壳增生、岩石圈演化的机制。曾发起第420项国际地质对比计划研究东北花岗岩体的形成。开发了若干新的岩石学实验技术。

## 生平
吴福元生于安徽省庐江县，1984年、1987年、1990年获长春地质学院学士、硕士、博士学位。之后2年在同一学校做博士后研究。1995至1996年就读于雷恩第一大学。2015年获选为中国科学院院士。